# Koninklijk Atheneum Antwerpen
Het Koninklijk Atheneum Antwerpen aan de Franklin Rooseveltplaats is een middelbare school in het district Antwerpen. De instelling maakt deel uit van GO! scholengroep Antwerpen en biedt aso, tso en bso-richtingen.

## Geschiedenis

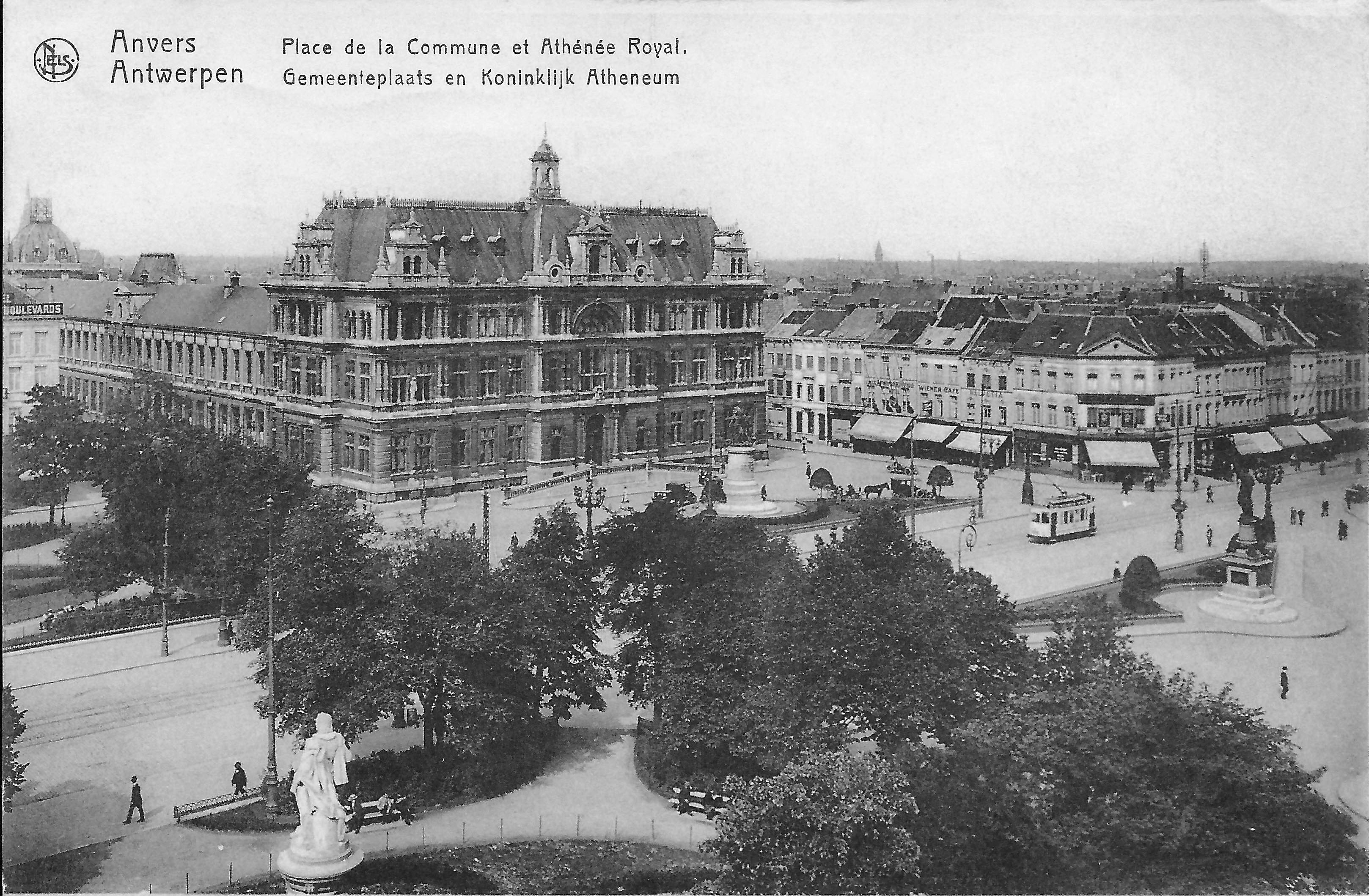
Het Koninklijk Atheneum begin 20e eeuw

In 1807 stichtte Napoleon Bonaparte in Antwerpen de École Secondaire (secundaire school) om het onderwijsmonopolie van de katholieke clerus te doorbreken. Het was de eerste staatsschool in het huidige België. Het eerste adres was Zwartzustersstraat 25, daarna de Prekersstraat en vervolgens De Oever. Van 1840 tot 1884 was Sint-Jacobsmarkt 11 de plaats van vestiging.

Op 2 september 1872 verklaarde de liberale burgemeester Léopold de Wael dat het Atheneum een behoorlijk, nieuw gebouw zou moeten krijgen in het centrum van het 'moderne Antwerpen'. Pas in 1880 besloot het stadsbestuur om hiermee akkoord te gaan. Deskundigen, onder wie stadsbouwmeester Pieter Dens, bezochten gelijkaardige instituten in Nederland, Frankrijk en Duitsland. Dens kreeg de opdracht om als waardige tegenhanger van de 'tempel der kunst' (het nu al lang verdwenen Stads- en jeugdtheater) een ‘tempel der wetenschap’ te ontwerpen. Het door hem ontworpen gebouw aan de Rooseveltplaats werd in 1884 ingehuldigd. De eerste lessen vonden er plaats op 7 oktober 1884. Bij de opening van de school in 1884 was de feestzaal nog niet klaar. Frans Van Dievoort werkte de zaal verder af en kunstschilder Frans Vinck zorgde voor negen allegorische voorstellingen van kunst en wetenschappen. Het gebouw is sinds 1994 geregistreerd als beschermd monument.

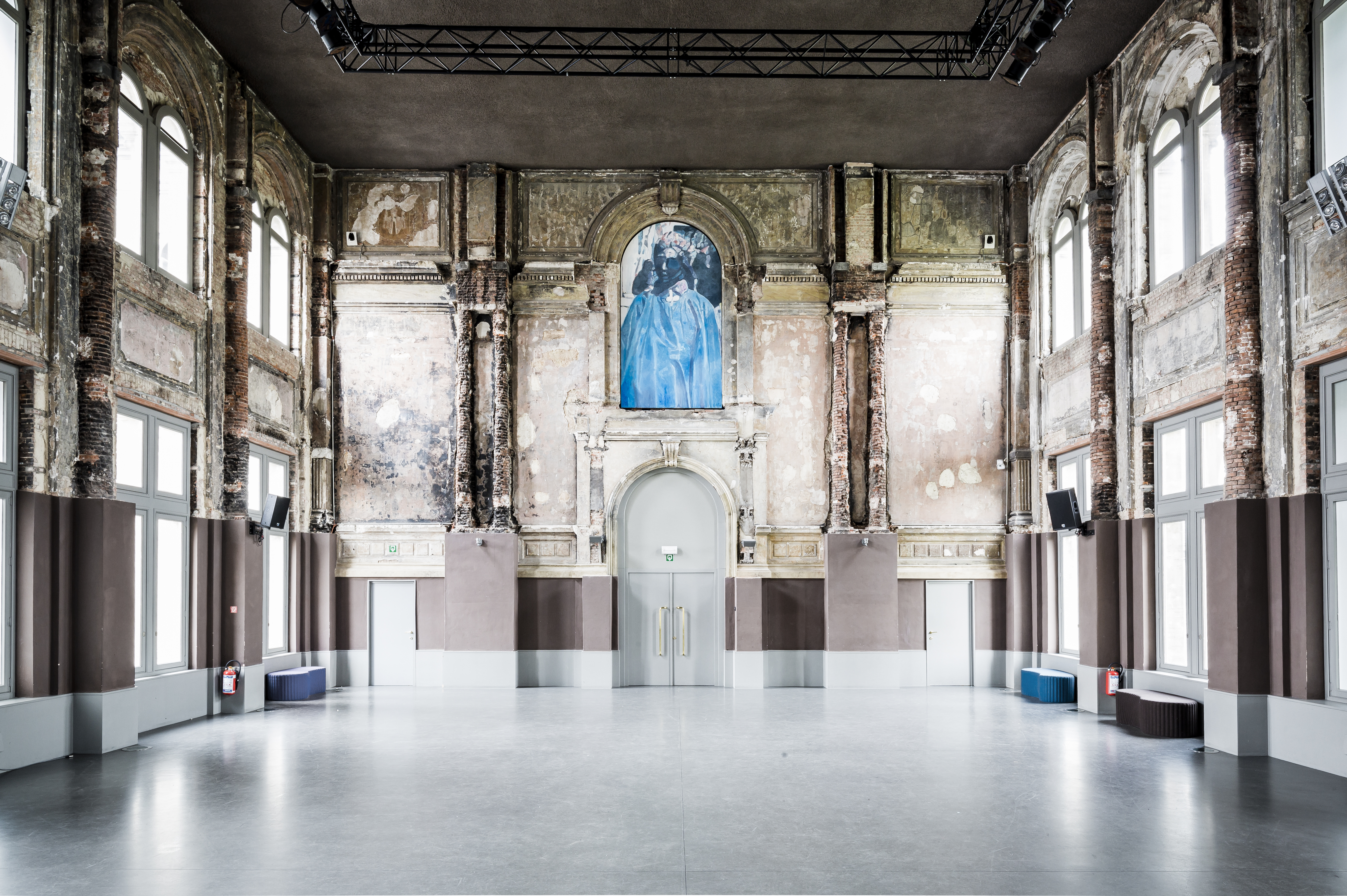
Zaal Athena

Het atheneum ging voorop in de vernederlandsing van het onderwijs en vormde door een aantal Vlaamsgezinde leraren een centrum van waaruit de toenmalige Vlaamse Beweging kon groeien.
Op 15 januari 2003 werd het atheneum geteisterd door een zware brand. De hoofdvleugel aan de Franklin Rooseveltplaats en de feestzaal brandden vrijwel volledig uit. Het blussen duurde de hele nacht en de volgende dag. Het decor met de schilderwerken werden vernield waarbij één werk werd gered, de Allegorie van de Faam. Tijdens de renovatie werd een deel van een zwartgeblakerde muur als herinnering behouden en op 16 mei 2014 werd ze als evenementenlocatie heropend met de naam AthenA. Kunst speelt er een belangrijke rol met centraal het werk 'München' van Luc Tuymans (een door de Koning Boudewijnstichting besteld geschenk), een muurschildering van Lawrence Weiner, de bewaard gebleven Allegorie van de Faam, de Allegorie van de Twijfel van Pavel Buchler en een presentatie rond de Maagd van Antwerpen door het Museum aan de Stroom.

## Bekende oud-leerlingen
- Alfred Belpaire (1820-1893), spoorwegingenieur
- Théodore Swarts (1839-1911), scheikundige en hoogleraar
- Nicolaas Cupérus (1842-1928), politicus
- Antoon Moortgat (1862-1927), schrijver
- Henry Van de Velde (1863-1957), ontwerper
- Louis Franck (1868-1937), politicus
- Eugeen Van Mieghem (1875-1930), kunstschilder
- Lode Baekelmans (1879-1965), schrijver
- Willem Elsschot (1882-1960), schrijver
- Flor Mielants (1887-1944), pedagoog
- Edgar Lalmand (1894-1965), politicus
- Paul van Ostaijen (1896-1928), dichter
- Lode Craeybeckx (1897-1976), politicus en burgemeester van Antwerpen
- René Victor (1897-1984), advocaat en politicus
- Paul Kronacker (1897-1994), politicus
- Albert Lilar (1900-1976), politicus
- Frans Detiège (1909-1989), politicus en burgemeester van Antwerpen
- Leo Michielsen (1911-1997), historicus en politicus
- Chaïm Perelman (1912-1984), rechtsgeleerde, filosoof en retoricus
- Herwig Hensen (1917-1989), dichter en schrijver
- Karel Poma (1920-2014), politicus
- Frans Grootjans (1922-1999), politicus
- Ernest Mandel (1923-1995), econoom
- Leo Apostel (1925-1995), filosoof
- Michel Oukhow (1926-1997), schrijver
- Jaap Kruithof (1929-2009), filosoof
- Jan Christiaens (1929-2009), toneelschrijver
- Fred Erdman (1933-2021), politicus
- Tuur Van Wallendael (1938-2009), journalist
- Bernard Verheyden (1938-2018), acteur
- Herman Selleslags (1938), fotograaf
- Eddy van Vliet (1942-2002), dichter en advocaat
- Ronald Commers (1946) filosoof
- Paul Ambach (1948), blueszanger
- Alain Verschoren (1954-2020), rector Universiteit Antwerpen
- Paul De Knop (1954-2022), rector van de Vrije Universiteit Brussel
- Sugar Jackson (1981), bokser